# Severino Compagnoni
Severino Compagnoni (* 4. Februar 1914 in Santa Caterina Valfurva; † 1. September 2006 in Meran) war ein italienischer Skilangläufer.
Compagnoni errang bei den Nordischen Skiweltmeisterschaften 1938 in Lahti den 97. Platz über 18 km. Seinen größten internationalen Erfolg hatte er bei den Nordischen Skiweltmeisterschaften 1939 in Zakopane. Dort gewann er die Bronzemedaille mit der Staffel. Diese Platzierung wiederholte er zwei Jahre später bei den Nordischen Skiweltmeisterschaften in Cortina d’Ampezzo. Fünf Jahre später wurde diese WM von der FIS aber für ungültig erklärt, weshalb diese Medaille keinen offiziellen Status mehr hat. Bei den Olympischen Winterspielen 1948 in St. Moritz lief er auf den 22. Platz über 18 km und auf den sechsten Rang mit der Staffel und bei den Olympischen Winterspielen 1952 in Oslo auf den 18. Platz über 50 km. Bei italienischen Meisterschaften siegte er 1941, 1942 über 18 km und 1946 je über 18 km und 50 km. Seine Brüder Ottavio und Aristide waren ebenfalls als Skilangläufer aktiv.